# AMR-2
El Fusell Anti Material AMR-2 (de l'anglès: Anti Material Rifle -2), és un fusell de tirador selecte, el qual va ser desenvolupat i produït a la República Popular de la Xina, com a fusell anti material (antigament fusell antitanc), que va ser introduït a principi de la dècada del 2000.
El fusell va ser dissenyat a principis de la dècada dels 2000 pel Grup d'Indústries del Sud. Es va dissenyar per al seu ús en l'Exèrcit Popular d'Alliberament (PLA, de l'anglès: People Liberation Army). Va ser una de les armes avaluades pel PLA per a buscar un nou fusell anti material per a donar suport i complementar les seves forces. Hom creu que esta sent usat actualment per les Forces Especials Xineses.
Dissenyat i desenvolupat pel Grup d'Industries Xineses del Sud, aquest fusell utilitza un sistema convencional de forrellat. El AMR-2 dispara una bala de 12,7x108 mm des d'un carregador extern de 5 bales col·locat just sobre el sistema de foc. El canó flota lliurement i té un gran deflector doble de fre de boca per a mitigar el retrocés.
Disposa d'un reposa galtes ajustable, bípode i un monopode extensible a la part del final de l'arma.
El fusell està equipat amb una mira de ferro de base, encara que també posseeix un rail Picatinny, amb l'opció d'afegir una gran varietat de mires telescòpiques o de visió nocturna.
L'arma pot variar la seva llargada gràcies a la seva culata retràctil, el que redueix la seva llargada de 1420 mm a 1230 mm.
La llargada del canó d'aquest fusell anti material es de 800 mm i posseeix una tassa de foc d'uns 37 trets per minut.
El rifle pesa uns 9,8 kg descarregat i prop d'uns 11 kg amb les 5 bales al carregador, amb l'opció de 6 bales, amb una col·locada en la recàmara i les 5 restants en el carregador.